# Змея (фильм, 1916)
«Змея» (англ. The Serpent) — американский немой чёрно-белый драматический фильм 1916 года режиссёра Рауля Уолша, снятый студией Fox Film по сценарию Джорджа и Рауля Уолшей. Главную роль исполнила Теда Бара, находившаяся на пике популярности благодаря своему амплуа «роковой женщины». Действие картины происходит в России.
Фильм не сохранился и считается утерянным.

## Сюжет
Действие происходит в России. Вания Лазар подвергается насилию со стороны Великого князя Валановаффа. После этого она покидает страну. Во время войны Вания работает в госпитале, куда привозят раненых. Среди них оказывается князь Валановафф, сын Великого князя. Он влюбляется в неё и делает предложение. Позднее князь приезжает навестить сына. Не узнав Ванию, он начинает оказывать ей внимание. В результате раскрывается, что Вания является жертвой его насилия в прошлом.

## В ролях
- Теда Бара — Вания Лазар
- Джеймс Маркус — Иван Лазар
- Лилиан Хэтэуэй — Марца Лазар
- Чарльз Крейг[англ.] — Великий князь Валановафф
- Карл Харбо[англ.] — князь Валановафф
- Джордж Уолш — Андрей Соби
- Нэн Картер — Эма Лачно
- Марсель Моранж — Грегуар
- Бернард Неделл[англ.] — (роль не указана)

## Предпосылки
В 1915–1916 годах Уильям Фокс агрессивно расширял производство и нанимал новые таланты, стремясь пополнить список звёзд студии. В числе новых сотрудников оказался 23-летний Рауль Уолш, приглашённый из студии Fine Arts на зарплату 400 долларов в неделю (против прежних 40 долларов), что тогда воспринималось как «возмутительная сумма». Впечатлённый Уолшем, Фокс поручил ему крупные постановки и заявил, что собирается снять фильм с большим бюджетом.
Отношения Фокса и его главной звезды Теды Бары в эти годы характеризовались одновременно поддержкой и жёстким управлением. Чтобы «удержать Бару довольной», Фокс поднял ей жалованье и продлил контракт, но не подписал долгосрочное соглашение, считая успех «случайным» и актрису — «заменимой и покладистой». Историк Ванда Крефт характеризовала Бару как «покорную модель, которую он мог наряжать, чтобы передавать свою идею сексуальной привлекательности»; по воспоминаниям Бары, когда она возражала против «слабого» сценария, Фокс уговаривал её работать, обещая, что «если картина ей не понравится, он сожжёт плёнку», хотя актриса понимала, что это повлечёт «потерю в 30–40 тысяч долларов».

## Производство
Сразу после гангстерской картины Уолша «Возрождение» (1915) Фокс запланировал следующий фильм Уолша с Барой «с действием в Мексике или Испании». Первоначально претенденткой на роль рассматривалась датская актриса Бетти Нансен, но после приезда в США в конце 1914 года её не оценила американская публика и в 1916 году она была вынуждена вернуться на родину. Ранняя индустрия позволяла «быстрые развороты» в производственных планах, чем и воспользовались создатели будущего фильма «Змея».

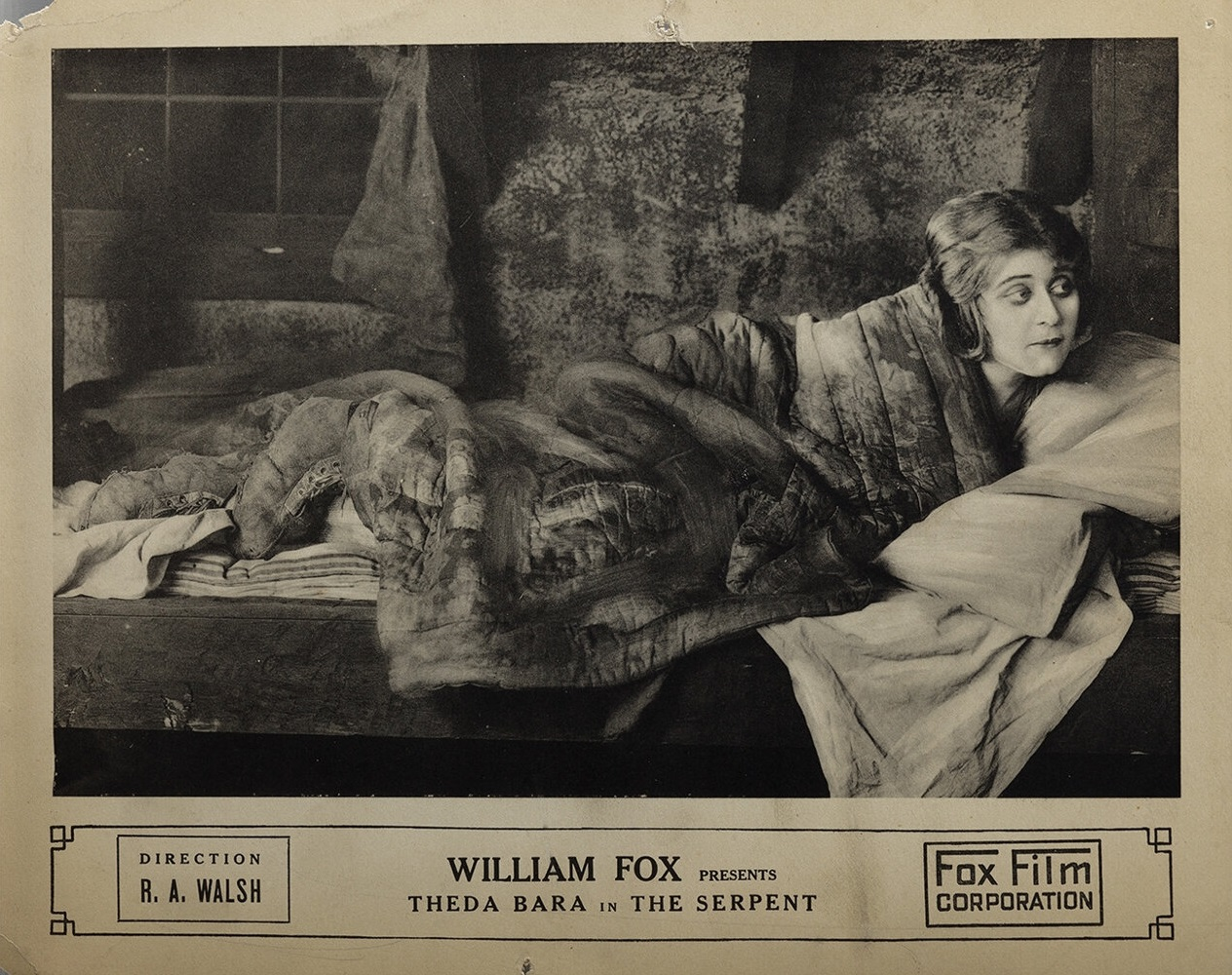
Рекламная карточка фильма с Тедой Барой.

Сильнейшая зимняя буря накрыла натурные декорации Уолша в Форт-Ли (Нью-Джерси) «тяжёлым одеялом снега». Режиссёр пришёл к Фоксу с предложением: «мы можем взять эту историю —  «Сирена ада» и перенести действие в Россию, использовав снег». Фокс ответил: «Парень, ты гений», распорядившись немедленно достать «русские костюмы». Затем продюсер велел Уолшу сообщить Баре об изменении, на что тот заметил: «Вы — человек, у которого деньги, почему бы вам самому не пойти?» Фокс уклонился: «Боюсь, она меня ударит». Бара приняла новую концепцию. Её «испанские костюмы» заменили «русскими», а героиня превратилась в «крестьянку, мстящую дворянину, который её обидел». Проект получил название «Змея».
В постановке участвовала «русская труппа примерно из сорока музыкантов, акробатов и наездников», только что завершившая гастроли по США и ожидавшая отправки в Россию в Джерси-Сити. Уолш нанял их для массовых сцен.
Съёмки велись стремительно на заснеженных натурных площадках Форт-Ли. Уолш торопился завершить картину, «пока снег превращался в кашу». Режиссёр вспоминал о Баре: «милая девушка; на экране — дикая вамп, губившая мужчин, но в жизни — отличный человек». Стиль руководства Фокса позволял быстро переразмечать производственный план и ресурсы — черта, которую источники считают преимуществом раннего периода, когда «производство могло быть импровизационным и свободным». Уолш вспоминал, что Фокс был «динамической фигурой», «первым, кто действительно установил крупные гонорары режиссёрам, актёрам и актрисам» и «верил в то, что нужно брать лучшее из всего». На съёмках «Змеи» Уолш считал Бару «классной девушкой» вне экрана, а в более поздних работах называл «сговорчивой, даже смиренной».

### Название фильма
Позднее Уолш утверждал, что рабочим названием была «Севильская сирена» (испанская версия) или «Сирена ада» (мексиканская версия). Однако ни одно из этих названий «никогда не объявлялось в отраслевой прессе», что «ставит под сомнение достоверность» рассказов Уолша. Его вариативные воспоминания привели к тому, что несуществующие названия проникли в некоторые фильмографии Бары и Уолша. Примечательно, что, хотя Уолш, как предполагалось, автор сюжета, он полностью забыл подробности фабулы.

## Критика
По словам Уолша, «Змея», «вместо того чтобы оказаться провалом... получил хорошую прессу и принёс деньги», причём «вышел довольно удачным русским фильмом». Профильное издание The Moving Picture World отмечало: «Того, что картина хорошо сделана, отрицать нельзя, но это нездоровая и вульгарная история».